# Pirates des Caraïbes : La Malédiction du Black Pearl
Série Pirates des Caraïbes
Le Secret du coffre maudit
(2006)
Pour plus de détails, voir Fiche technique et Distribution.
Pirates des Caraïbes : La Malédiction du Black Pearl (Pirates of the Caribbean: The Curse of the Black Pearl), ou Pirates des Caraïbes: La Malédiction de la Perle noire au Québec et au Nouveau-Brunswick, est un film d'aventures fantastique américain réalisé par Gore Verbinski, sorti en 2003.
C'est le premier volet de la franchise Pirates des Caraïbes inspirée de l'attraction Pirates des Caraïbes de Walt Disney Parks and Resorts. Johnny Depp y incarne le pirate Jack Sparrow. Après son succès au box-office, il est suivi par Le Secret du coffre maudit (2006), Jusqu'au bout du monde (2007), La Fontaine de Jouvence (2011) et La Vengeance de Salazar (2017).

## Synopsis
En 1720, alors que la piraterie infeste les mers des Caraïbes, le gouverneur Weatherby Swann et sa fille Elizabeth, âgée de douze ans, sont en route pour Port Royal (siège du gouvernement britannique en Jamaïque), en compagnie du lieutenant de la Royal Navy James Norrington. Ils croisent les débris d'une épave sur lesquels se trouve un garçon inconscient : Will Turner. L'enfant porte au cou un médaillon en or gravé d'un crâne, symbole de piraterie. Elizabeth le lui enlève afin que l'on ne puisse découvrir que l'enfant est un pirate. Alors que Will s'évanouit de nouveau, Elizabeth détourne le regard et croit apercevoir, dans le brouillard, un navire aux voiles noires, le légendaire Black Pearl.
Huit ans plus tard, Norrington est promu au grade de commodore. Will Turner, quant à lui, est devenu un forgeron de talent. Son maître lui fait porter l'épée d'apparat du futur commodore, fraichement forgée, à la résidence du gouverneur Swann. Will y rencontre Elizabeth, dont il semble amoureux, qui l'accueille chaleureusement. Il ne semble pas le seul à avoir des vues sur la jeune femme, puisque Norrington, lors de sa cérémonie d'investiture, demande Elizabeth en mariage. Avant qu'elle ne trouve le temps de lui répondre, celle-ci s'évanouit sous la pression d'un corsage trop serré qui l'empêche de respirer et tombe dans la baie. Le médaillon de Will, qu'Elizabeth portait autour du cou, touche le fond de l'océan : une violente impulsion agite les eaux et le ciel s'obscurcit brusquement. Le capitaine Jack Sparrow, récemment arrivé à Port Royal avec l'intention de voler un navire, sauve Elizabeth de la noyade. Il est finalement arrêté par les hommes de Norrington, qui l'identifie et l'arrête comme pirate. Se servant d'Elizabeth comme otage, Jack parvient à s'échapper et, après une rocambolesque course-poursuite, à se réfugier dans la forge du maître de Will. Il y rencontre Will qui refuse de laisser le pirate s'échapper, jusqu'à ce que Norrington le rattrape et l'enchaîne : Jack est condamné à être pendu le lendemain matin. Cette nuit-là, la ville est attaquée par l'équipage du Black Pearl, probablement alerté par l'impulsion du médaillon. Ils capturent et enlèvent Elizabeth, qu'ils emmènent à bord du navire ; celle-ci prétend s'appeler Elizabeth Turner, et travailler comme domestique chez le gouverneur. Après avoir entendu son nom et découvert le médaillon, Hector Barbossa, capitaine du Black Pearl, consent à un marché : les pirates cesseront leur attaque et quitteront Port Royal en échange du médaillon. L'artefact en main, il ordonne à ses hommes de lever l'ancre, mais garde Elizabeth prisonnière. On apprend que l'équipage du Black Pearl est frappé d'une malédiction : ayant volé un coffre d'or aztèque ayant appartenu au conquistador Cortès, sur l'île de la Muerta (où seuls ceux qui savent où elle est peuvent se rendre), les pirates sont devenus immortels mais, dans le même temps, incapables de goûter aux plaisirs de la vie ou de satisfaire leurs besoins naturels. Leur soif ne peut être étanchée, leur faim ne peut être satisfaite, pas plus qu'ils ne peuvent apprécier la chaleur d'une plaisante compagnie. Leur véritable nature se révèle sous les rayons de la Lune : les pirates maudits se transforment en squelettes animés. Aussi ont-ils dédié les dix dernières années de leur existence à retrouver les pièces du trésor afin d'accomplir le rite qui leur permettra de se débarrasser de la malédiction : réunir chaque pièce en faisant don aux dieux païens du sang de chaque forban. La pièce d'Elizabeth était l'ultime pièce manquante.
Will suggère à Norrington de passer un accord avec Jack Sparrow pour que ce dernier les guide jusqu'au Black Pearl. Le commodore refuse, arguant que Jack n'est pas l'allié des pirates, puisque ceux-ci l'ont laissé dans sa prison. Furieux mais déterminé à sauver Elizabeth, Will persuade Jack de l'aider contre sa liberté. D'abord réticent, Jack finit par y consentir après avoir appris le nom de famille de Will. Tous deux réussissent à détourner l'Intercepteur, vaisseau de la marine royale réputé pour sa vitesse, et à prendre la mer. Ils se rendent sur l'île de Tortuga, repère des pirates et forbans de la région, où Jack retrouve un ancien camarade, Joshamee Gibbs, marin de la Royal Navy reconverti dans la piraterie. Il lui apprend que Will est le fils d'un ancien membre de l'équipage du Black Pearl, Bill Turner, dit Le Bottier, et lui demande de lui trouver un équipage pour voyager jusqu'à l'ile de la Muerta. En route, Gibbs confie à Will que Jack était lui-même capitaine du Black Pearl, il y a 10 ans, avant que son second Barbossa ne convainque l'équipage de se mutiner et de l'abandonner sur une île déserte. Jack se serait échappé de l'île trois jours plus tard, en liant un couple de tortues pour s'en faire un radeau.
Will et Jack parviennent sur l'ile de la Muerta, alors que Barbossa, croyant qu'Elizabeth est la fille de Bill Le Bottier Turner, est sur le point d'accomplir le rite. Telle n'est pas sa surprise de constater que la malédiction n'est pas rompue. Il comprend alors qu'Elizabeth a menti sur son identité et, de rage, lui assène une gifle qui la fait tomber inconsciente quelques mètres plus loin. Entretemps, Will assomme Jack qu'il soupçonne de vouloir le trahir, et profite de la confusion des pirates pour réveiller Elizabeth et la mener hors de l'île. Entretemps, Jack s'est réveillé, et propose à Barbossa, sous l'oeil médusé de l'équipage de Black Pearl qui le croyait mort depuis longtemps, de lui rendre le Black Pearl en échange du véritable fils du Bottier. Barbossa y consent. Lancé à la poursuite de Will, le Black Pearl réussit à rattraper l'Intercepteur. Will révèle son identité et exige la liberté d'Elizabeth, ainsi que la sauvegarde de l'équipage, faute de quoi il se suiciderait, ce qui empêcherait les pirates de lever la malédiction. Barbossa fait mine d'accepter, mais abandonne Elizabeth et Jack sur l'île où il avait auparavant abandonné Jack. Les pirates retournent sur l'ile de la Muerta pour rompre la malédiction. Sur l'île, Elizabeth apprend que, loin de l'aventure rocambolesque contée par Gibbs, Jack s'était contenté de boire pendant trois jours jusqu'à ce que des trafiquants de rhum, venus cacher leur cargaison sur l'île, le libèrent. Elizabeth se sert des bouteilles de rhum restantes pour allumer un feu et signaler sa présence aux navires de la marine royale, sans doute lancés à leur recherche. Cela permet à Norrington, accompagné du père d'Elizabeth, de la retrouver. Celle-ci demande au commodore de sauver Will, en retour de quoi elle consent à sa demande en mariage. Gardé captif dans la cale du Black Pearl, en compagnie de Gibbs et des autres membres de l'équipage, Will apprend de la bouche de Pintel et Ragetti, pirates au service de Barbossa, que son père s'était opposé à la mutinerie de Barbossa et, souhaitant que le nouveau capitaine et ses sbires soient maudits à jamais, avait envoyé une pièce du trésor à son fils Will, resté en Angleterre. Cet acte valut au Bottier d'être attaché à un canon et jeté dans l'océan. Ce n'est qu'ensuite que Barbossa avait pris connaissance du rituel et de la nécessité de disposer du sang de Bill Turner pour annuler la malédiction. Will comprend que Barbossa est le pirate qui l'avait attaqué huit ans plus tôt, avant qu'il ne soit découvert par Elizabeth.
Aux abords de l'ile de la Muerta, Norrington prépare son plan d'attaque. Jack, quant à lui, est envoyé sur l'île pour convaincre Barbossa et ses hommes d'en sortir. Alors que Barbossa est sur le point d'égorger Will, Jack interrompt le sacrifice et révèle la présence de Norrington et de ses soldats. Il suggère à Barbossa d'attendre que l'équipage de Norrington ait été défait pour rompre la malédiction. Pendant ce temps, Elizabeth tente de convaincre Norrington et ses hommes de l'immortalité des pirates, détail que Jack avait volontairement omis de mentionner. Face à leur incrédulité, Elizabeth infiltre le Black Pearl et libère l'équipage de Jack. À son grand dam, Gibbs et les autres pirates refusent de secourir leur capitaine, préférant appliquer « le code des pirates » : tout homme laissé sur place, reste sur place. Elizabeth décide de retourner seule sur l'ile de la Muerta. Barbossa accepte le plan de Jack, et envoie son équipage à l'assaut du navire de Norrington, en passant sous la surface de l'eau. Pris par surprise, Norrington abandonne tout plan d'attaque et retourne sur son navire, afin de secourir son équipage. Pendant ce temps, Jack dégaine son épée et attaque Barbossa, resté seul sur l'île. Il est finalement embroché par son adversaire, mais survit en volant une pièce du trésor : le voilà désormais maudit comme les autres. Après un duel intense, Jack finit par s’entailler la main avec la pièce aztèque subtilisée plus tôt pour la renvoyer à Will, puis de tirer sur Barbossa à l'aide du pistolet que ce dernier lui avait laissé en l'abandonnant sur l'île avec une seul balle. Will a tout juste le temps de répandre un peu de son sang sur la dernière pièce du trésor. La malédiction est rompue et Barbossa, redevenu mortel, s'écroule raide mort.
À Port Royal, Jack est condamné à mort et sur le point d'être pendu, sous les yeux d'une Elizabeth impuissante. C'est alors que Will apparaît et avoue son amour à Elizabeth ; puis il rejoint la potence et libère Jack. Après une rocambolesque course-poursuite, les deux hommes sont finalement capturés. Elizabeth décide donc d'intervenir, et en profite pour avouer son amour à Will. Les deux amants s'embrassent, alors que Jack tombe du haut du fort duquel Elizabeth était elle-même tombée au début de l'aventure, et nage jusqu'à son équipage qui l'attend, non loin de là, sur le Black Pearl. Le voilà redevenu capitaine de son navire chéri : prenant les commandes du Pearl, Jack consulte son compas en chantant A Pirate's Life for Me. Il se dirige vers sa prochaine aventure.
Scène post-générique
Le cadavre de Barbossa gît sur l'Île de la Muerta. Son singe Jack s'empare de la pièce tachée du sang de Will et redevient maudit.

## Fiche technique
Sauf indication contraire, les informations mentionnées dans cette section peuvent être confirmées par les bases de données cinématographiques IMDb et Allociné,  présentes dans la section « Liens externes ».

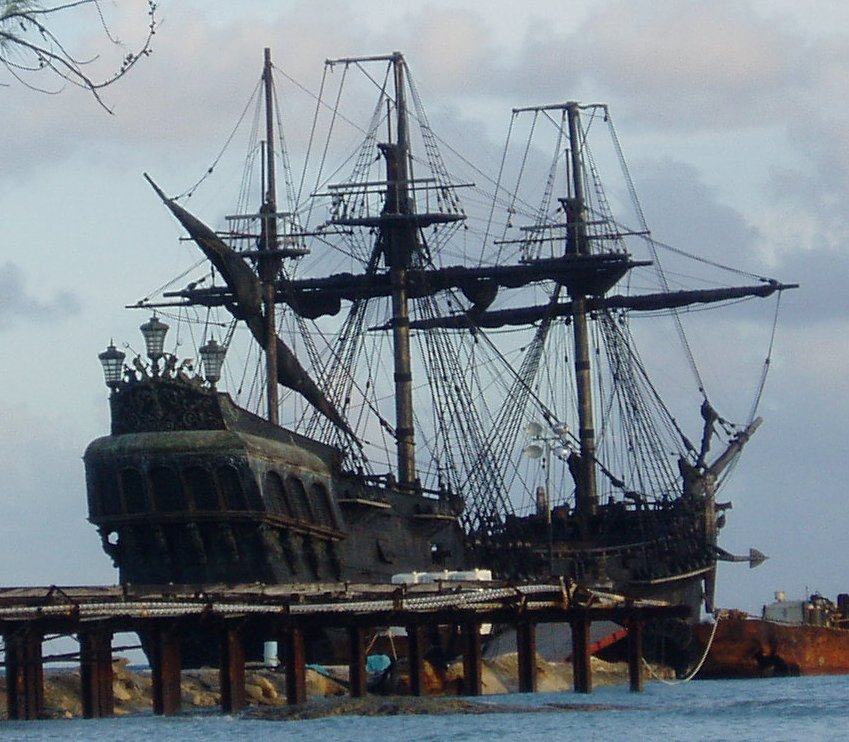
Réplique du Black Pearl.

- Titre original : Pirates of the Caribbean: The Curse of the Black Pearl
- Titre français : Pirates des Caraïbes : La Malédiction du Black Pearl
- Titre québécois : Pirates des Caraïbes : La Malédiction de la Perle Noire[1]
- Réalisation : Gore Verbinski
- Scénario : Ted Elliott et Terry Rossio, avec la collaboration de Stuart Beattie et Jay Wolpert
- Musique : Klaus Badelt et Hans Zimmer (thèmes principaux)[2],[3]
  - Musique additionnelle[3] : Ramin Djawadi, Jim Dooley, Nick Glennie-Smith, Steve Jablonsky, Blake Neely, James McKee Smith et Geoff Zanelli
- Direction artistique : Derek R. Hill, Michael Powels, James E. Tocci et Donald B. Woodruff
- Décors : Larry Dias[3] et Brian Morris
- Costumes : Penny Rose
- Maquillage : Ve Neill
- Coiffure : Martin Samuel
- Photographie : Dariusz Wolski
- Son : Christopher Boyes, David E. Campbell, David Parker
- Montage : Stephen E. Rivkin, Arthur Schmidt et Craig Wood
- Production : Jerry Bruckheimer
  - Production déléguée : Paul Deason, Bruce Hendricks, Chad Oman et Mike Stenson
  - Production associée : Pat Sandston
- Sociétés de production : Walt Disney Pictures, en association avec Jerry Bruckheimer Films
- Sociétés de distribution : Buena Vista Pictures (États-Unis) ; Gaumont Buena Vista International (France)
- Budget : 140 millions de $[4]
- Pays de production :  États-Unis
- Langue originale : anglais
- Format : couleur (Technicolor) — 35 mm — 2,39:1 (CinemaScope / Panavision) — son Dolby Digital EX / SDDS / DTS
- Genre : fantastique, aventure, action, pirates
- Durée : 143 minutes
- Dates de sortie[5] :
  - États-Unis : 28 juin 2003 (première mondiale à Disneyland Los Angeles)[6] ; 9 juillet 2003 (sortie nationale)
  - Canada : 9 juillet 2003[1]
  - France, Belgique : 13 août 2003[7]
  - Suisse romande : 20 août 2003[8]
- Classification :
  - États-Unis : accord parental recommandé, film déconseillé aux moins de 13 ans (PG-13 - Parents Strongly Cautioned)[Note 1]
  - France : tous publics (conseillé à partir de 8 ans)[9],[10]
  - Belgique : tous publics (Alle Leeftijden)[7]
  - Suisse romande : interdit aux moins de 12 ans[11]
  - Québec : tous publics - déconseillé aux jeunes enfants (G - General Rating)[12]

## Distribution
Sauf indication contraire, les informations mentionnées dans cette section peuvent être confirmées par les bases de données cinématographiques IMDb et Allociné,  présentes dans la section « Liens externes ».

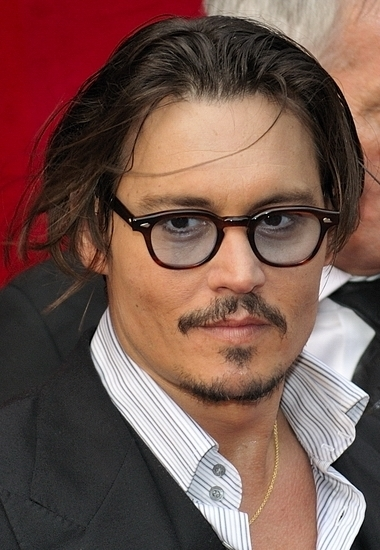
Johnny Depp, ici en 2009, interprète le personnage principal : Jack Sparrow.

- Johnny Depp (VF : Bruno Choël ; VQ : Gilbert Lachance) : le capitaine Jack Sparrow
- Geoffrey Rush (VF : Patrick Floersheim ; VQ : Denis Mercier) : le capitaine Hector Barbossa
- Orlando Bloom (VF : Denis Laustriat ; VQ : Martin Watier) : William Turner
- Keira Knightley (VF : Sybille Tureau ; VQ : Geneviève Angers) : Elizabeth Swann
- Jack Davenport (VF : Jean-Pierre Michaël ; VQ : Paul Sarrasin) : le commodore James Norrington
- Kevin McNally (VF : Jacques Frantz ; VQ : Jean-Marie Moncelet) : Joshamee Gibbs
- Jonathan Pryce (VF : Jean-Luc Kayser ; VQ : Benoît Marleau) : le gouverneur Weatherby Swann
- Lee Arenberg (VF : Enrique Carballido ; VQ : Manuel Tadros) : Pintel
- Mackenzie Crook (VF : Jérémy Prévost ; VQ : Louis-Philippe Dandenault) : Ragetti
- Martin Klebba (VF : Gérard Surugue ; VQ : Hugolin Chevrette) : Marty
- Vanessa Branch (VF : Mireille Delcroix) : Giselle
- Isaac C. Singleton Jr. (VF : Jean-Paul Pitolin ; VQ : Marc-André Bélanger) : Bo'Sun
- David Bailie : Cotton
- Zoe Saldaña (VF : Véronique Desmadryl ; VQ : Camille Cyr-Desmarais) : Anamaria
- Lucinda Dryzek (VF : Justine Berger ; VQ : Catherine Brunet) : Elizabeth Swann, enfant
- Giles New (VF : Michel Caccia ; VQ : Denis Michaud) : Murtogg
- Angus Barnett (VF : Bernard Alane ; VQ : Jean-Jacques Lamothe) : Mullroy
- Trevor Goddard (VF : Jean-Jacques Nervest ; VQ : Stéphane Rivard) : Grapple
- Vince Lozano (VF : Jean-Michel Farcy ; VQ : Marc Bellier) : Jacoby
- Treva Etienne (VF : Daniel Kamwa ; VQ : Denis Roy) : Koehler
- Damian O'Hare (VF : Constantin Pappas ; VQ : Yves Soutière) : Gillette
- Dylan Smith (VQ : Alexis Del Vecchio) : Will Turner, enfant
- Michael Berry Jr. (VF : Michel Vigné ; VQ : Sylvain Hétu) : Twigg
- Ralph P. Martin (en) (VF : Michel Barbey ; VQ : Yvon Thiboutot) : Monsieur Brown
- Greg Ellis : le lieutenant Theodore Groves
- Brye Cooper (VF : Jean-Claude Sachot ; VQ : Charles Préfontaine) : Mallot
- Paula J. Newman (VQ : Mélanie Laberge) : Estrella

Version française réalisée par la société de doublage Dubbing Brothers, sous la direction artistique d'Hervé Bellon, avec une adaptation de dialogues de Philippe Videcoq.
Sources et légende : version française (VF) sur AlloDoublage et RS Doublage . Version québécoise (VQ) sur Doublage Québec

## Production

### Attribution des rôles
Pour le rôle de Jack Sparrow, les producteurs avaient approché Michael Keaton, Christopher Walken et Jim Carrey, avant de le confier à Johnny Depp.

### Tournage
Gore Verbinski ne voulait pas que le film donne un sentiment entièrement romancé de la piraterie, mais qu'il s'approche plutôt d'une fantasy historique. Ainsi, parmi les décors, plusieurs objets sont réels, notamment le pistolet de Jack Sparrow, fabriqué en 1760 à Londres et racheté auprès d'un revendeur du Connecticut, ou encore les épées, façonnées par le forgeron Tony Swatton.
Le tournage débute le 9 octobre 2002 et se poursuit jusqu'au 7 mars 2003. En décembre 2002, l'équipe du film se rend notamment dans la baie de Wallilabou, à Saint-Vincent-et-les-Grenadines, pour y représenter les villes portuaires de Port Royal (Jamaïque) et Tortuga : y sont construits des décors extérieurs de bâtiments, ainsi que trois jetées. Les trois navires principaux du film sont le Black Pearl, l'Intrépide (tous deux construits sur des barges) et l'Interceptor, joué par le Lady Washington, réplique d'un brick américain datant de 1750,. Pour la séquence de la tempête, une réplique miniature du navire a été construite.

En octobre 2002, l'équipe tourne à Rancho Palos Verdes (Californie), où le décor de la forteresse de Port Royal est construit, puis à Manhattan Beach où le palais du gouverneur Swann a été édifié. La caverne de l'Isle de la Muerta est quant à elle construite en studios à Los Angeles : l'équipe de production passe cinq mois à créer le décor, en la remplissant de près d'un 1 mètre 50 d'eau, de plus de 882 pièces aztèques et de peinture dorée sur les roches en polystyrène. Le tournage dans la caverne s'est fait au mois de janvier 2003.

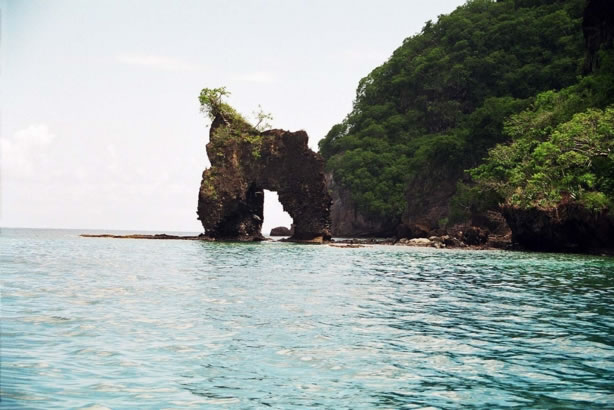
Rocher dans la baie de Walillabou où sont pendus des cadavres de pirates au début du film.
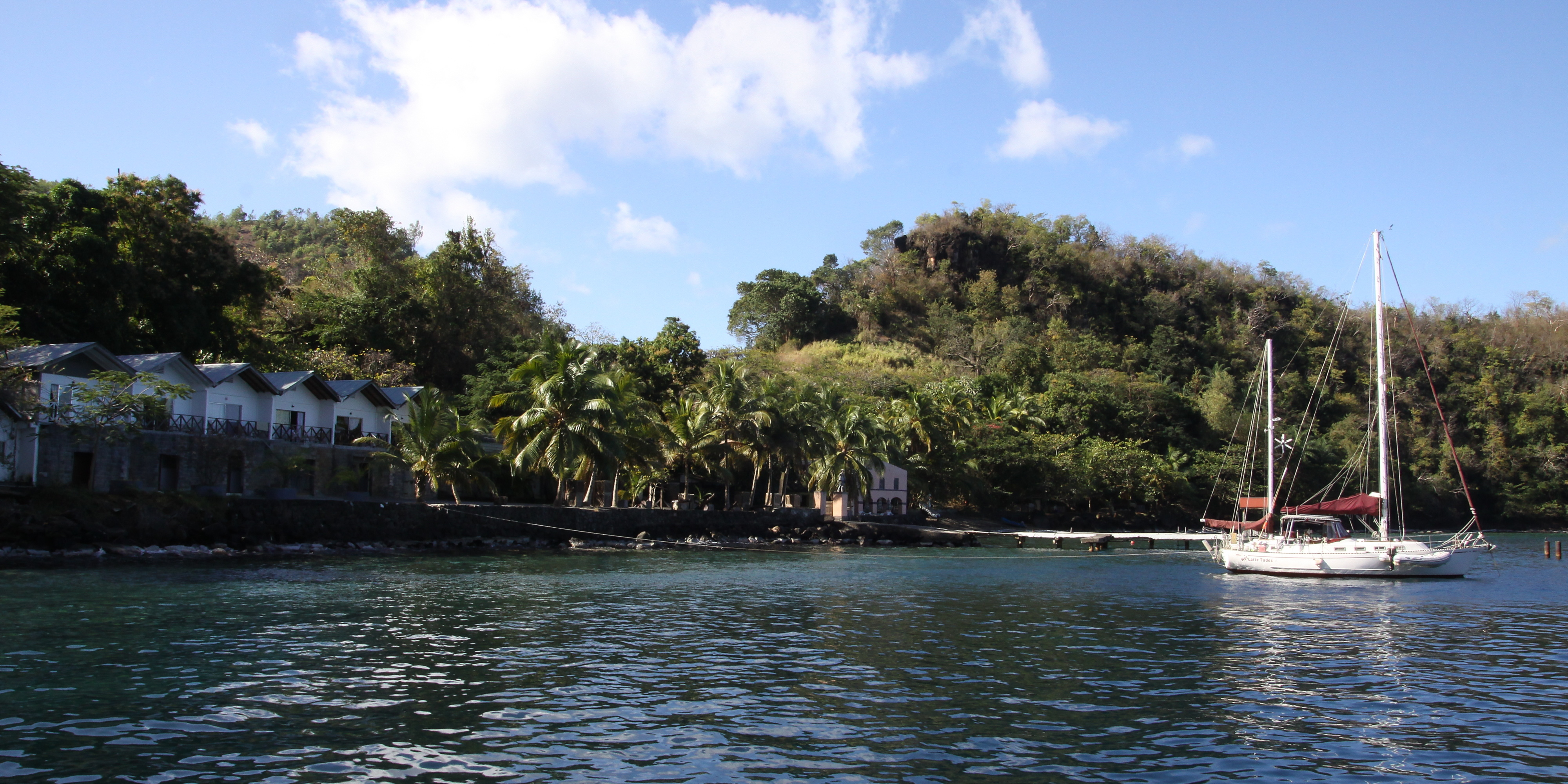
La baie de Wallilabou, servant de décor à Port Royal et Tortuga.
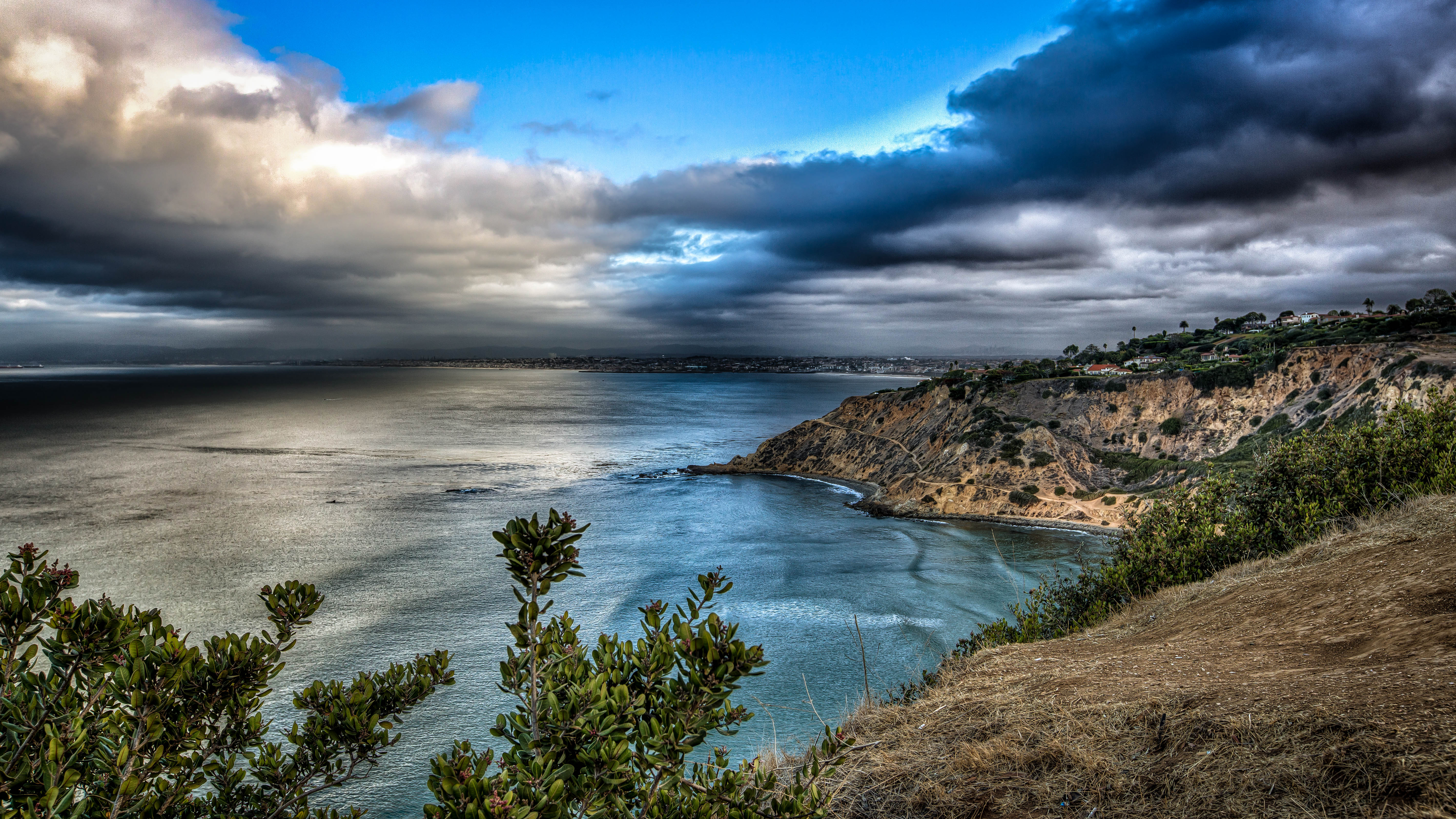
Rancho Palos Verdes, où se situe le décor du fort de Port Royal.
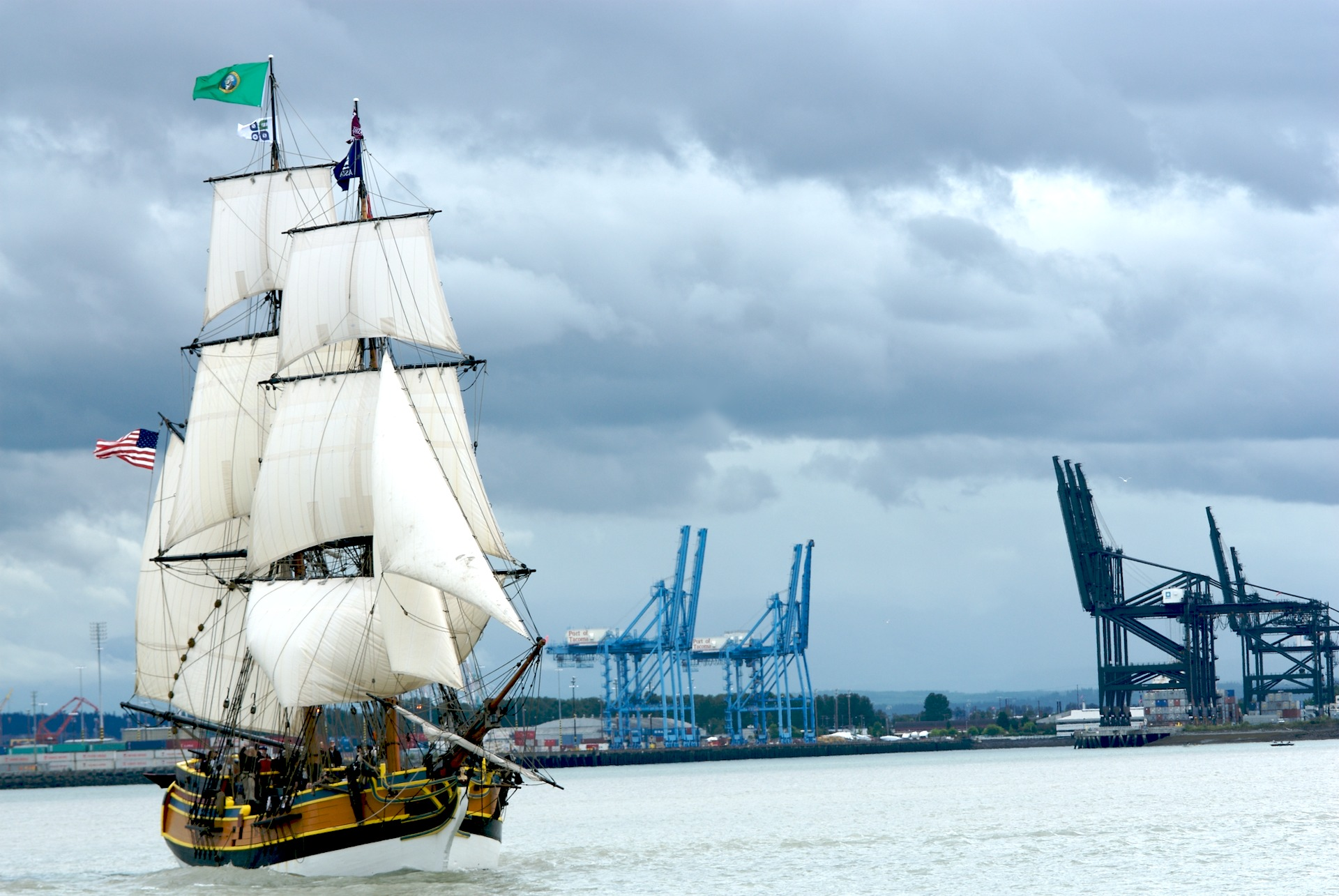
Le Lady Washington, qui incarne l'Interceptor.

### Bande originale
Initialement, la musique devait être composée par Alan Silvestri mais, pour des divergences artistiques, Jerry Bruckheimer confie le projet à Hans Zimmer. Ce dernier ayant promis à Tom Cruise et à Edward Zwick de se consacrer à leur film Le Dernier Samouraï, il se voit obligé de refuser et de laisser Pirates des Caraïbes dans l'urgence à toute son équipe (Media Ventures). Néanmoins, Hans Zimmer compose les principaux thèmes du film ainsi que les bandes originales complètes des trois suites. Du fait de son travail, c'est Klaus Badelt qui hérite du crédit principal pour le premier film.
Le thème He's a Pirate est le plus populaire de la bande originale. Il est réutilisé dans les génériques de tous les films de la série.

## Accueil

### Sortie
La première mondiale du film s'est tenue au parc Disneyland d'Anaheim en Californie le 28 juin 2003. En France, le film est distribué à partir du 13 août 2003.

### Accueil critique
Le film a été bien accueilli par les critiques. Selon Rotten Tomatoes, 79 % de 219 critiques recueillies étaient favorable pour le film, il obtient ainsi une note de 7/10. Sur Metacritic, le film obtient un score de 63 pour 100 sur la base de quarante critiques.
En France, le site Allociné propose une note moyenne de 3,5⁄5 à partir de l'interprétation de critiques provenant de 12 titres de presse.

### Box-office
Le film a connu un grand succès au box-office. Au total, 50 millions d'entrées sont comptabilisées. Pourtant, quelques mois avant sa sortie, peu de journalistes y croyaient : le genre n'ayant pas à l'époque le vent en poupe (par exemple L'Île aux pirates en 1995 a été un échec commercial). Walt Disney Pictures a également pris un risque majeur : il s'agissait de son premier film classé PG-13 aux États-Unis.
En France, le film sort le mercredi 13 août 2003. Jugé Tous Publics, il atteint 218 186 entrées durant son premier jour, se classant numéro un du box-office des nouveautés. Lors de son premier week-end, il attire 905 121 spectateurs. À la fin de la semaine, ce sont 1 181 208 tickets qui sont comptabilisés entrées, permettant au film d'atteindre la première place du classement et de réaliser le neuvième meilleur démarrage de l'année dans le pays. Lors des deux semaines suivantes, il reste numéro un du box-office. L'opus est présent dans le top 20 pendant 9 semaines, mais est diffusé pendant 21 semaines en tout. À la fin de son exploitation, le film comptabilise 3 864 251 entrées pour une cinquième place au classement annuel.
Lors de sa sortie, le film s’est classé à la première place du box-office américain en rapportant 46 630 690 de dollars dès le premier week-end d'exploitation. Idem dans le reste du monde, Pirates des Caraïbes a rapporté 348 850 097 de dollars, soit un total cumulé de 654 264 015 de dollars. Le film se classe ainsi en quatrième place des grands succès de l’année 2003.
| Pays ou région | Box-office        | Date d'arrêt du box-office | Nombre de semaines |
| -------------- | ----------------- | -------------------------- | ------------------ |
| États-Unis     | 305 413 918 $     | 8 janvier 2004             | 26                 |
| France         | 3 864 251 entrées | -                          | 21                 |
| Total mondial  | 654 264 015 $     | -                          | -                  |

### Procès en violation de droits d'auteurs
Le premier procès intenté contre Disney pour violation de droits d'auteurs au sujet de Pirates des Caraïbes : La Malédiction du Black Pearl date de 2005 par Royce Mathew principalement pour la transformation des pirates en squelette à la suite d'une malédiction. Mathew retire sa plainte, remplissant alors un formulaire de retrait, mais intente par la suite deux procès. Sa seconde plainte date de 2006 mais à la suite de la présentation par Disney d'esquisses de l'attraction Pirates of the Caribbean il retire sa seconde plainte. Avec le succès de la franchise, Disney publie plusieurs ouvrages présentant les esquisses de l'attraction mais attribués à différents auteurs avec des différences,. Les dessins sont ceux de Marc Davis et Collin Campbell dans un livre publié en 2009. Soupçonneux, Mathew intente un troisième procès en mai 2013 arguant que Disney avait modifié ces esquisses. En raison d'un délai dépassé et qu'il n'a pas fait annuler son formulaire de retrait de 2007, un juge annule sa plainte en avril 2015. Son troisième procès est annulé en avril 2017,.
Le 27 mai 2017, au lendemain de la sortie du cinquième opus de la franchise, le site Cinema Blend dénombre 6 procès visant le premier film dont les 3 Mathew.
Le 15 novembre 2017, un procès pour violation de droits d'auteurs est intenté contre Disney pour le personnage de Jack Sparrow par deux auteurs du Colorado, A. Lee Alfred II et Ezequiel Martinez Jr. ayant proposé un script en 2000,.

## Distinctions

### Distinctions2003
| Distinctions 2003 du film Pirates des Caraïbes : La Malédiction du Black Pearl | Distinctions 2003 du film Pirates des Caraïbes : La Malédiction du Black Pearl | Distinctions 2003 du film Pirates des Caraïbes : La Malédiction du Black Pearl | Distinctions 2003 du film Pirates des Caraïbes : La Malédiction du Black Pearl | Distinctions 2003 du film Pirates des Caraïbes : La Malédiction du Black Pearl |
| Évènements                                                                     | Catégorie / Récompense                                                         | Nommé(es) / Lauréat(es)                                                        | Résultats                                                                      |                                                                                |
| ------------------------------------------------------------------------------ | ------------------------------------------------------------------------------ | ------------------------------------------------------------------------------ | ------------------------------------------------------------------------------ | ------------------------------------------------------------------------------ |
| Awards Circuit Community Awards                                                | ACCA du meilleur acteur dans un rôle principal                                 | Johnny Depp                                                                    | Lauréat                                                                        |                                                                                |
| Awards Circuit Community Awards                                                | Meilleure musique originale                                                    | Klaus Badelt                                                                   | Nomination                                                                     |                                                                                |
| Awards Circuit Community Awards                                                | Mentions honorables                                                            | Pirates des Caraïbes : La Malédiction du Black Pearl                           | Nomination                                                                     |                                                                                |
| Golden Schmoes Awards                                                          | La plus grande surprise de l'année                                             | Pirates des Caraïbes : La Malédiction du Black Pearl                           | Lauréat                                                                        |                                                                                |
| Golden Schmoes Awards                                                          | Meilleur acteur de l'année                                                     | Johnny Depp                                                                    | Lauréat                                                                        |                                                                                |
| Golden Schmoes Awards                                                          | Meilleure révélation de l'année                                                | Keira Knightley                                                                | Lauréat                                                                        |                                                                                |
| Golden Schmoes Awards                                                          | Meilleurs S&C de l'année                                                       | Keira Knightley                                                                | Lauréat                                                                        |                                                                                |
| Golden Schmoes Awards                                                          | Personnage le plus cool de l'année                                             | Capitaine Jack Sparrow                                                         | Lauréat                                                                        |                                                                                |
| Golden Schmoes Awards                                                          | Meilleure réplique de l'année                                                  | Mais pourquoi le rhum est-il parti ?                                           | Lauréat                                                                        |                                                                                |
| Golden Schmoes Awards                                                          | Film préféré de l'année                                                        | Pirates des Caraïbes : La Malédiction du Black Pearl                           | Nomination                                                                     |                                                                                |
| Golden Schmoes Awards                                                          | Film le plus surestimé de l'année                                              | Pirates des Caraïbes : La Malédiction du Black Pearl                           | Nomination                                                                     |                                                                                |
| Golden Schmoes Awards                                                          | Meilleure musique dans un film                                                 | Pirates des Caraïbes : La Malédiction du Black Pearl                           | Nomination                                                                     |                                                                                |
| Golden Schmoes Awards                                                          | Meilleur DVD / Blu-Ray de l'année                                              | Pirates des Caraïbes : La Malédiction du Black Pearl                           | Nomination                                                                     |                                                                                |
| Golden Schmoes Awards                                                          | Scène la plus mémorable d'un film                                              | Capitaine Jack Sparrow arrive au port                                          | Nomination                                                                     |                                                                                |
| Hollywood Film Awards                                                          | Film hollywoodien de l'année                                                   | Gore Verbinski                                                                 | Lauréat                                                                        |                                                                                |
| Prix Bram-Stoker                                                               | Meilleur scénario                                                              | Ted Elliott et Terry Rossio                                                    | Nomination                                                                     |                                                                                |
| Rondo Hatton Classic Horror Awards                                             | Meilleur film de genre                                                         | Pirates des Caraïbes : La Malédiction du Black Pearl                           | Nomination                                                                     |                                                                                |
| Teen Choice Awards                                                             | Meilleur film de l'été                                                         | Pirates des Caraïbes : La Malédiction du Black Pearl                           | Lauréat                                                                        |                                                                                |
| Village Voice Film Poll                                                        | Meilleure performance                                                          | Johnny Depp                                                                    | Nomination                                                                     |                                                                                |
| Washington DC Area Film Critics Association Awards                             | Meilleur acteur                                                                | Johnny Depp                                                                    | Nomination                                                                     |                                                                                |

### Distinctions2004
| Distinctions 2004 du film Pirates des Caraïbes : La Malédiction du Black Pearl | Distinctions 2004 du film Pirates des Caraïbes : La Malédiction du Black Pearl             | Distinctions 2004 du film Pirates des Caraïbes : La Malédiction du Black Pearl | Distinctions 2004 du film Pirates des Caraïbes : La Malédiction du Black Pearl | Distinctions 2004 du film Pirates des Caraïbes : La Malédiction du Black Pearl |
| Évènements                                                                     | Catégorie / Récompense                                                                     | Nommé(es) / Lauréat(es) | Résultats                                                                      |                                                                                |
| ------------------------------------------------------------------------------ | ------------------------------------------------------------------------------------------ | --- | ------------------------------------------------------------------------------ | ------------------------------------------------------------------------------ |
| American Choreography Awards                                                   | Meilleure chorégraphie de combat                                                           | George Marshall Ruge | Lauréat                                                                        |                                                                                |
| American Cinema Editors                                                        | Eddie du meilleur montage d'un film comique ou musical                                     | Stephen E. Rivkin, Arthur Schmidt et Craig Wood | Lauréat                                                                        |                                                                                |
| Art Directors Guild                                                            | Meilleurs décors dans un film d'époque ou fantastique                                      | Derek R. Hill, Brian Morris, William Ladd Skinner, James E. Tocci, Donald B. Woodruff, Robert Woodruff                                                                                         | Nomination                                                                     |                                                                                |
| ASCAP Film and Television Music Awards                                         | Compositeurs du meilleur film au box-office                                                | Klaus Badelt | Lauréat                                                                        |                                                                                |
| BAFTA Awards                                                                   | BAFTA des meilleurs maquillages et coiffures                                               | Ve Neill et Martin Samuel | Lauréat                                                                        |                                                                                |
| BAFTA Awards                                                                   | Meilleur acteur                                                                            | Johnny Depp | Nomination                                                                     |                                                                                |
| BAFTA Awards                                                                   | Meilleurs costumes                                                                         | Penny Rose | Nomination                                                                     |                                                                                |
| BAFTA Awards                                                                   | Meilleur son                                                                               | Christopher Boyes, David E. Campbell, Lee Orloff, David Parker et George Watters II | Nomination                                                                     |                                                                                |
| BAFTA Awards                                                                   | Meilleurs effets visuels                                                                   | John Knoll, Hal T. Hickel, Charles Gibson et Terry D. Frazee | Nomination                                                                     |                                                                                |
| Casting Society of America                                                     | Meilleur casting pour un film de comédie                                                   | Ronna Kress | Nomination                                                                     |                                                                                |
| Chicago Film Critics Association Awards                                        | Meilleur acteur                                                                            | Johnny Depp | Nomination                                                                     |                                                                                |
| Cinema Audio Society                                                           | Meilleur mixage sonore pour un film                                                        | Christopher Boyes, David E. Campbell, David Parker et Lee Orloff | Nomination                                                                     |                                                                                |
| Costume Designers Guild Awards                                                 | Meilleurs costumes d'époque dans un film fantastique                                       | Penny Rose | Nomination                                                                     |                                                                                |
| Critics' Choice Movie Awards                                                   | Meilleur film de famille                                                                   | Pirates des Caraïbes : La Malédiction du Black Pearl | Lauréat                                                                        |                                                                                |
| Critics' Choice Movie Awards                                                   | Meilleur acteur                                                                            | Johnny Depp | Nomination                                                                     |                                                                                |
| Dallas-Fort Worth Film Critics Association Awards                              | Meilleur acteur                                                                            | Johnny Depp | Nomination                                                                     |                                                                                |
| Empire Awards                                                                  | Empire Award du meilleur acteur                                                            | Johnny Depp | Lauréat                                                                        |                                                                                |
| Empire Awards                                                                  | Meilleur film                                                                              | Pirates des Caraïbes : La Malédiction du Black Pearl | Nomination                                                                     |                                                                                |
| Empire Awards                                                                  | Meilleur espoir masculin                                                                   | Mackenzie Crook | Nomination                                                                     |                                                                                |
| Empire Awards                                                                  | Meilleure actrice britannique                                                              | Keira Knightley | Nomination                                                                     |                                                                                |
| Empire Awards                                                                  | Meilleure scène de l'année                                                                 | la scène du rhum | Nomination                                                                     |                                                                                |
| Gold Derby Awards                                                              | Meilleur acteur                                                                            | Johnny Depp | Nomination                                                                     |                                                                                |
| Gold Derby Awards                                                              | Meilleurs costumes                                                                         | Penny Rose | Nomination                                                                     |                                                                                |
| Gold Derby Awards                                                              | Meilleurs effets visuels                                                                   | Terry D. Frazee, Charles Gibson, Hal T. Hickel et John Knoll | Nomination                                                                     |                                                                                |
| Golden Globes                                                                  | Meilleur acteur dans une comédie ou une comédie musicale                                   | Johnny Depp | Nomination                                                                     |                                                                                |
| Golden Trailer Awards                                                          | Meilleure bande-annonce d'un film d’action                                                 | Pirates des Caraïbes : La Malédiction du Black Pearl | Nomination                                                                     |                                                                                |
| Hollywood Makeup Artist and Hair Stylist Guild Awards                          | Meilleur maquillage d'époque                                                               | David DeLeon, Ken Diaz, David Dupuis, Jene Fielder, Joel Harlow, Ve Neill, Douglas Noe et Deborah Rutherford                                                                                   | Lauréat                                                                        |                                                                                |
| Hollywood Makeup Artist and Hair Stylist Guild Awards                          | Meilleure coiffure de personnage                                                           | Lucia Mace et Martin Samuel | Lauréat                                                                        |                                                                                |
| Hollywood Makeup Artist and Hair Stylist Guild Awards                          | Meilleur maquillage de personnage                                                          | Joel Harlow et Ve Neill | Nomination                                                                     |                                                                                |
| Hollywood Makeup Artist and Hair Stylist Guild Awards                          | Meilleure coiffure d'époque                                                                | Lucia Mace, Nina Paskowitz et Martin Samuel | Nomination                                                                     |                                                                                |
| ICG Publicists Awards                                                          | Maxwell Weinberg Award du meilleur film                                                    | Pirates des Caraïbes : La Malédiction du Black Pearl | Lauréat                                                                        |                                                                                |
| International Online Cinema Awards                                             | Meilleur acteur                                                                            | Johnny Depp | Nomination                                                                     |                                                                                |
| International Online Cinema Awards                                             | Meilleur maquillage et coiffure                                                            | Pirates des Caraïbes : La Malédiction du Black Pearl | Nomination                                                                     |                                                                                |
| International Online Cinema Awards                                             | Meilleure conception de costumes                                                           | Penny Rose | Nomination                                                                     |                                                                                |
| International Online Cinema Awards                                             | Meilleure direction artistique                                                             | Brian Morris | Nomination                                                                     |                                                                                |
| International Online Cinema Awards                                             | Meilleur mixage sonore                                                                     | Christopher Boyes, David E. Campbell, Lee Orloff et David Parker | Nomination                                                                     |                                                                                |
| International Online Cinema Awards                                             | Meilleurs effets visuels                                                                   | Terry D. Frazee, Charles Gibson, Hal T. Hickel et John Knoll | Nomination                                                                     |                                                                                |
| Irish Film and Television Awards                                               | Prix du public du meilleur acteur international                                            | Johnny Depp | Lauréat                                                                        |                                                                                |
| Irish Film and Television Awards                                               | Prix du public de la meilleure actrice internationale                                      | Keira Knightley | Lauréat                                                                        |                                                                                |
| Italian Online Movie Awards                                                    | Meilleur acteur                                                                            | Johnny Depp | Nomination                                                                     |                                                                                |
| Italian Online Movie Awards                                                    | Meilleur maquillage                                                                        | Pirates des Caraïbes : La Malédiction du Black Pearl | Nomination                                                                     |                                                                                |
| Italian Online Movie Awards                                                    | Meilleurs effets sonores                                                                   | Pirates des Caraïbes : La Malédiction du Black Pearl | Nomination                                                                     |                                                                                |
| Italian Online Movie Awards                                                    | Meilleurs effets visuels                                                                   | Pirates des Caraïbes : La Malédiction du Black Pearl | Nomination                                                                     |                                                                                |
| Las Vegas Film Critics Society Awards                                          | Meilleur acteur                                                                            | Johnny Depp | Nomination                                                                     |                                                                                |
| Jupiter Awards                                                                 | Meilleur acteur international                                                              | Johnny Depp | Lauréat                                                                        |                                                                                |
| Motion Picture Sound Editors                                                   | Golden Reel Award du meilleur montage sonore dans un long métrage - Dialogues et doublages | Ulrika Akander, Gloria D'Alessandro, David A. Arnold, Christopher Boyes, Teri E. Dorman, Jessica Gallavan, Lisa J. Levine, Victoria Rose Sampson, Karen Spangenberg et George Watters II       | Lauréat                                                                        |                                                                                |
| Motion Picture Sound Editors                                                   | Meilleur montage sonore dans un long métrage - Effets sonores et bruitages                 | Christopher Boyes, Christine Danelski, Valerie Davidson, Ken Fischer, Matthew Harrison, James Likowski, Victoria Martin, Tim Nielsen, Solange S. Schwalbe, Addison Teague et George Watters II | Nomination                                                                     |                                                                                |
| Motion Picture Sound Editors                                                   | Meilleur montage sonore dans un long métrage - Musique                                     | Christopher Brooks, Kenneth Karman et Jeanette Surga | Nomination                                                                     |                                                                                |
| MTV Movie Awards, Mexico                                                       | Héros le plus sexy                                                                         | Orlando Bloom | Lauréat                                                                        |                                                                                |
| MTV Movie Awards, Mexico                                                       | Meilleur look                                                                              | Johnny Depp | Lauréat                                                                        |                                                                                |
| MTV Movie & TV Awards                                                          | Meilleure performance masculine                                                            | Johnny Depp | Lauréat                                                                        |                                                                                |
| MTV Movie & TV Awards                                                          | Meilleur film                                                                              | Pirates des Caraïbes : La Malédiction du Black Pearl | Nomination                                                                     |                                                                                |
| MTV Movie & TV Awards                                                          | Meilleure performance comique                                                              | Johnny Depp | Nomination                                                                     |                                                                                |
| MTV Movie & TV Awards                                                          | Meilleure équipe à l'écran                                                                 | Orlando Bloom et Johnny Depp | Nomination                                                                     |                                                                                |
| MTV Movie & TV Awards                                                          | Meilleur méchant                                                                           | Geoffrey Rush | Nomination                                                                     |                                                                                |
| MTV Movie & TV Awards                                                          | Meilleure performance féminine                                                             | Keira Knightley | Nomination                                                                     |                                                                                |
| NRJ Ciné Awards                                                                | Acteur le plus sexy                                                                        | Johnny Depp | Nomination                                                                     |                                                                                |
| NRJ Ciné Awards                                                                | Top of the box-office                                                                      | Pirates des Caraïbes : La Malédiction du Black Pearl | Nomination                                                                     |                                                                                |
| Online Film and Television Association                                         | Meilleur acteur                                                                            | Johnny Depp | Nomination                                                                     |                                                                                |
| Online Film and Television Association                                         | Meilleure conception de costumes                                                           | Penny Rose | Nomination                                                                     |                                                                                |
| Online Film and Television Association                                         | Meilleurs maquillages et coiffures                                                         | Greg Cannom, Kelcey Fry, Chris Gallaher, Rick Glassman, Kenneth E. Grassi, Joel Harlow, Sharon Kelly-Russo, Mary Kim, Ve Neill et Martin Samuel                                                | Nomination                                                                     |                                                                                |
| Online Film and Television Association                                         | Meilleurs effets visuels                                                                   | Terry D. Frazee, Charles Gibson, Hal T. Hickel et John Knoll | Nomination                                                                     |                                                                                |
| Online Film Critics Society Awards                                             | Meilleur acteur                                                                            | Johnny Depp | Nomination                                                                     |                                                                                |
| Online Film Critics Society Awards                                             | Meilleure musique originale                                                                | Klaus Badelt | Nomination                                                                     |                                                                                |
| Online Film Critics Society Awards                                             | Meilleure conception de costumes                                                           | Pirates des Caraïbes : La Malédiction du Black Pearl | Nomination                                                                     |                                                                                |
| Online Film Critics Society Awards                                             | Meilleur son                                                                               | Pirates des Caraïbes : La Malédiction du Black Pearl | Nomination                                                                     |                                                                                |
| Online Film Critics Society Awards                                             | Meilleurs effets visuels                                                                   | Pirates des Caraïbes : La Malédiction du Black Pearl | Nomination                                                                     |                                                                                |
| Oscars                                                                         | Meilleur acteur                                                                            | Johnny Depp | Nomination                                                                     |                                                                                |
| Oscars                                                                         | Meilleur maquillage                                                                        | Ve Neill et Martin Samuel | Nomination                                                                     |                                                                                |
| Oscars                                                                         | Meilleur mixage sonore                                                                     | Christopher Boyes, David E. Campbell, Lee Orloff et David Parker | Nomination                                                                     |                                                                                |
| Oscars                                                                         | Meilleur montage sonore                                                                    | Christopher Boyes et George Watters II | Nomination                                                                     |                                                                                |
| Oscars                                                                         | Meilleurs effets visuels                                                                   | John Knoll, Hal T. Hickel, Charles Gibson et Terry D. Frazee | Nomination                                                                     |                                                                                |
| People's Choice Awards                                                         | Film préféré                                                                               | Pirates des Caraïbes : La Malédiction du Black Pearl | Lauréat                                                                        |                                                                                |
| Phoenix Film Critics Society Awards                                            | Meilleur film                                                                              | Pirates des Caraïbes : La Malédiction du Black Pearl | Nomination                                                                     |                                                                                |
| Phoenix Film Critics Society Awards                                            | Meilleure performance d'un acteur dans un rôle principal                                   | Johnny Depp | Nomination                                                                     |                                                                                |
| Phoenix Film Critics Society Awards                                            | Meilleur espoir devant la caméra                                                           | Keira Knightley | Nomination                                                                     |                                                                                |
| Phoenix Film Critics Society Awards                                            | Meilleur réalisateur                                                                       | Gore Verbinski | Nomination                                                                     |                                                                                |
| Phoenix Film Critics Society Awards                                            | Meilleurs décors                                                                           | Brian Morris | Nomination                                                                     |                                                                                |
| Phoenix Film Critics Society Awards                                            | Meilleure conception de costumes                                                           | Penny Rose | Nomination                                                                     |                                                                                |
| Phoenix Film Critics Society Awards                                            | Meilleur maquillage                                                                        | Ve Neill et Martin Samuel | Nomination                                                                     |                                                                                |
| Phoenix Film Critics Society Awards                                            | Meilleurs effets visuels                                                                   | Terry D. Frazee, Charles Gibson, Hal T. Hickel et John Knoll | Nomination                                                                     |                                                                                |
| Prix Amanda                                                                    | Meilleur film international                                                                | Gore Verbinski | Nomination                                                                     |                                                                                |
| Prix Hugo                                                                      | Meilleure présentation dramatique (format long)                                            | Stuart Beattie, Ted Elliott, Terry Rossio, Gore Verbinski et Jay Wolpert | Nomination                                                                     |                                                                                |
| Satellite Awards                                                               | Meilleur film musical ou comédie                                                           | Pirates des Caraïbes : La Malédiction du Black Pearl | Nomination                                                                     |                                                                                |
| Satellite Awards                                                               | Meilleur acteur dans un film musical ou une comédie                                        | Johnny Depp | Nomination                                                                     |                                                                                |
| Satellite Awards                                                               | Meilleur acteur dans un second rôle dans un film musical ou une comédie                    | Geoffrey Rush | Nomination                                                                     |                                                                                |
| Satellite Awards                                                               | Meilleurs costumes                                                                         | Penny Rose | Nomination                                                                     |                                                                                |
| Satellite Awards                                                               | Meilleurs effets visuels                                                                   | John Knoll | Nomination                                                                     |                                                                                |
| Satellite Awards                                                               | Meilleur ensemble de DVD                                                                   | Pirates des Caraïbes : La Malédiction du Black Pearl | Nomination                                                                     |                                                                                |
| Saturn Awards                                                                  | Saturn Award des meilleurs costumes                                                        | Penny Rose | Lauréat                                                                        |                                                                                |
| Saturn Awards                                                                  | Meilleur film fantastique                                                                  | Pirates des Caraïbes : La Malédiction du Black Pearl | Nomination                                                                     |                                                                                |
| Saturn Awards                                                                  | Meilleure réalisation                                                                      | Gore Verbinski | Nomination                                                                     |                                                                                |
| Saturn Awards                                                                  | Meilleur acteur                                                                            | Johnny Depp | Nomination                                                                     |                                                                                |
| Saturn Awards                                                                  | Meilleur acteur dans un second rôle                                                        | Geoffrey Rush | Nomination                                                                     |                                                                                |
| Saturn Awards                                                                  | Meilleure actrice dans un second rôle                                                      | Keira Knightley | Nomination                                                                     |                                                                                |
| Saturn Awards                                                                  | Meilleure musique                                                                          | Klaus Badelt | Nomination                                                                     |                                                                                |
| Saturn Awards                                                                  | Meilleur maquillage                                                                        | Ve Neill et Martin Samuel | Nomination                                                                     |                                                                                |
| Saturn Awards                                                                  | Meilleurs effets visuels                                                                   | Terry D. Frazee, Charles Gibson, Hal T. Hickel et John Knoll | Nomination                                                                     |                                                                                |
| Saturn Awards                                                                  | Meilleure édition spéciale DVD                                                             | Pirates des Caraïbes : La Malédiction du Black Pearl | Nomination                                                                     |                                                                                |
| Saturn Awards                                                                  | Cinescape Genre Face of the Future Award - Female                                          | Keira Knightley | Nomination                                                                     |                                                                                |
| Screen Actors Guild Awards                                                     | Meilleur acteur dans un premier rôle                                                       | Johnny Depp | Lauréat                                                                        |                                                                                |
| SFX Awards                                                                     | Meilleur acteur                                                                            | Johnny Depp | Lauréat                                                                        |                                                                                |
| SFX Awards                                                                     | Meilleure actrice                                                                          | Keira Knightley | Lauréat                                                                        |                                                                                |
| Teen Choice Awards                                                             | Meilleur menteur                                                                           | Johnny Depp | Lauréat                                                                        |                                                                                |
| Teen Choice Awards                                                             | Meilleur baiser                                                                            | Orlando Bloom et Keira Knightley | Lauréat                                                                        |                                                                                |
| Teen Choice Awards                                                             | Meilleure alchimie                                                                         | Orlando Bloom et Keira Knightley | Lauréat                                                                        |                                                                                |
| Teen Choice Awards                                                             | Meilleure scène de combat ou d’action                                                      | Orlando Bloom et Johnny Depp | Lauréat                                                                        |                                                                                |
| Teen Choice Awards                                                             | Meilleure révélation féminine                                                              | Keira Knightley | Nomination                                                                     |                                                                                |
| Visual Effects Society Awards                                                  | Meilleurs effets spéciaux au service des effets visuels dans un film                       | Jason Brackett, Robbie Clot, Geoff Heron et John McLeod | Lauréat                                                                        |                                                                                |
| Visual Effects Society Awards                                                  | Meilleur matte painting dans un film                                                       | Yanick Dusseault, Jonathan Harb, Susumu Yukuhiro | Lauréat                                                                        |                                                                                |
| Visual Effects Society Awards                                                  | Meilleurs effets visuels dans un film axé sur les effets                                   | Jill Brooks, Hal T. Hickel, John Knoll et Patrick T. Myers | Nomination                                                                     |                                                                                |
| Visual Effects Society Awards                                                  | Meilleur personnage animé dans un film en prise de vues réelles                            | Dugan Beach, Geoff Campbell, Sue Campbell et James Tooley | Nomination                                                                     |                                                                                |
| Visual Effects Society Awards                                                  | Meilleure modèle et maquette dans un film                                                  | Dugan Beach, Geoff Campbell, James Tooley et Steve Walton pour le Capitaine Barbossa | Nomination                                                                     |                                                                                |
| Visual Effects Society Awards                                                  | Meilleure modèle et maquette dans un film                                                  | Charles Bailey, Peter Bailey, Don Bies et Robert Edwards pour le HMS Intercepteur | Nomination                                                                     |                                                                                |
| Visual Effects Society Awards                                                  | Meilleur photographie par effets spéciaux dans un film                                     | Tami Carter, Michael Conte et Carl Miller | Nomination                                                                     |                                                                                |
| Visual Effects Society Awards                                                  | Meilleure performance d'acteur ou d’actrice dans un film à effets spéciaux                 | Keira Knightley | Nomination                                                                     |                                                                                |
| World Soundtrack Awards                                                        | Meilleure bande originale de l'année                                                       | Klaus Badelt | Nomination                                                                     |                                                                                |
| World Stunt Awards                                                             | Meilleur combat                                                                            | Tony Angelotti et Mark Aaron Wagner | Lauréat                                                                        |                                                                                |
| Yoga Awards                                                                    | Pires costumes et maquillages étrangers                                                    | Johnny Depp | Lauréat                                                                        |                                                                                |
| Young Artist Awards                                                            | Meilleur long métrage familial - Comédie ou musical                                        | Pirates des Caraïbes : La Malédiction du Black Pearl | Nomination                                                                     |                                                                                |

### Nomination2009
- Festival de Cinéma en Plein Air de la Villette : meilleur film[41]

### Nomination2010
- Gold Derby Awards : meilleur acteur de la décennie pour Johnny Depp

### Nomination2012
- Jules Verne Awards : meilleur film d'aventure ou de science-fiction[41]

### Nomination2013
- People's Choice Awards : surnom des fans préféré pour Rum Runners

## Éditions en vidéo
- Les éditions DVD et VHS du film ont été commercialisées cinq mois après la première diffusion du film aux États-Unis le 2 décembre 2003[42], avec 11 millions d'exemplaires vendus la première semaine, un record dans le domaine des films d'action[43]. Le film atteint 235,3 millions de dollars depuis ses ventes en DVD en date du mois de janvier 2004[44].
- En France, le film Pirates des Caraïbes : La Malédiction du Black Pearl est sorti en DVD édition collector le 20 février 2004[45]. Puis ressorti en DVD simple le 1er mars 2006[46]. Avec l'arrivée du Blu-ray, une édition en 2 Blu-ray est sortie le 27 juin 2007[47]. Le film est également sorti en VOD le 1er février 2016[9]. Le film ressort en Blu-ray simple le 1er octobre 2017[48]. À la suite des évolutions techniques afin d'améliorer la qualité d'image et de sons, le film sort dans une édition 4K Ultra HD + Blu-ray le 4 mai 2022[49].
- Au Québec, le film est sorti en DVD et Blu-ray le 2 décembre 2003[1].